# Кривое (Вологодская область)
Кривое — деревня в Вологодском районе Вологодской области.
Входит в состав Кубенского сельского поселения (с 1 января 2006 года по 8 апреля 2009 года входила в Высоковское сельское поселение), с точки зрения административно-территориального деления — в Высоковский сельсовет.
Расстояние до районного центра Вологды по автодороге — 73 км, до центра муниципального образования Кубенского по прямой — 30 км. Ближайшие населённые пункты — Дулово, Демино, Долматово, Лаврентьево, Доманово.
По переписи 2002 года население — 21 человек (13 мужчин, 8 женщин). Всё население — русские.